# 刁信德
刁信德（1880年2月9日—1958年），名慶湘，又名振謙，以字行，廣東省興寧縣人，曾任中華醫學會會長。

## 生平[1][2][3]
六歲與楊氏結婚，12歲到檀香山（布哇）工讀，17歲到上海考入聖約翰附屬中學，兩年後升入大學修習醫科，26歲到南非約翰斯堤金礦之聘，擔任礦醫，30歲到美國入賓夕法尼亞州立大學醫學院學習，取道歐洲回國。衛生學醫學博士，民國醫學雜誌記者，聖路加醫院上席醫師、歷任中華麻瘋救濟會會長、上海聖約翰大學代理校長。上海同仁醫院主任醫員、中國醫學會會計、中國醫學雜誌編輯、上海執行醫師職務

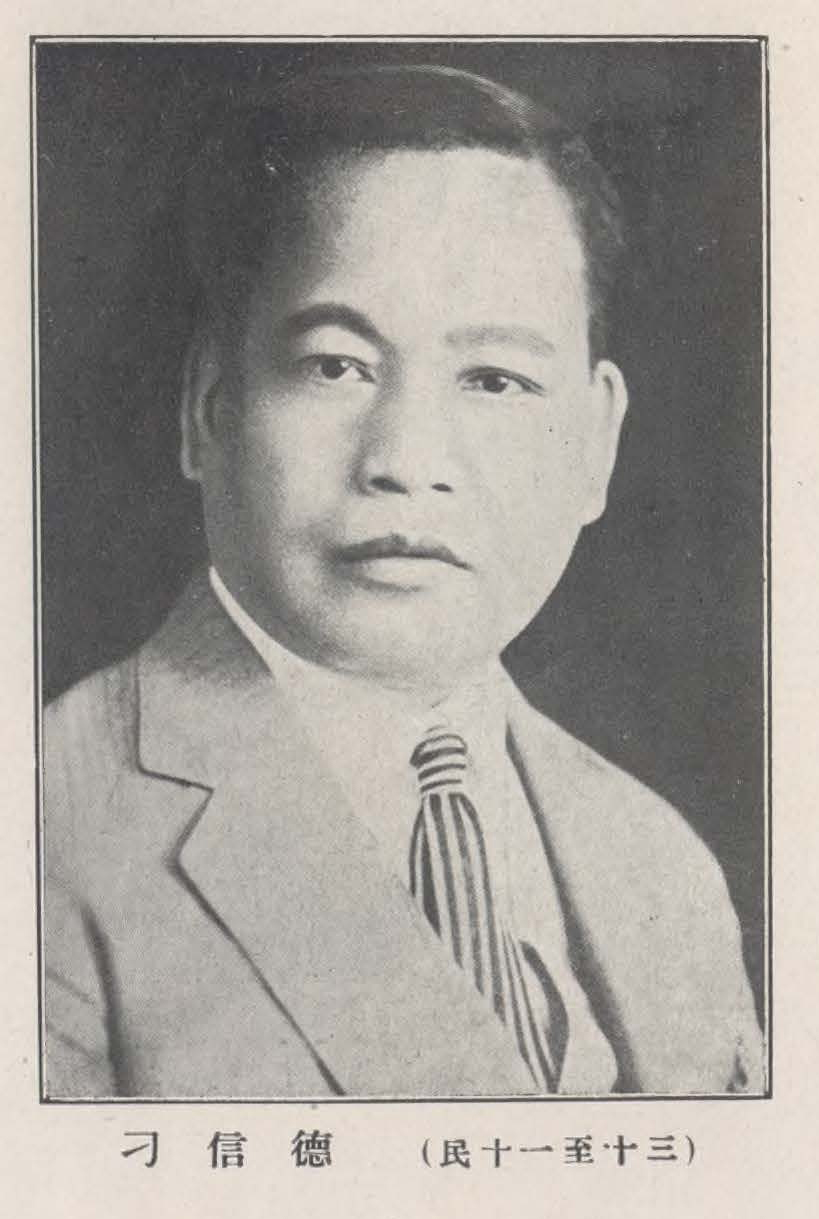
中華醫學會會長
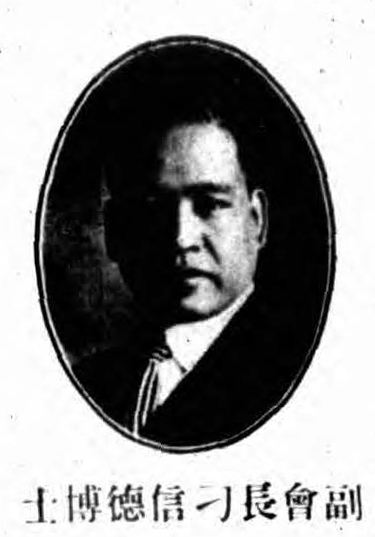
中華麻瘋救濟會副會長
中華麻瘋救濟會副會長刁信德醫學博士在上海麻瘋診療所考驗病人攝影
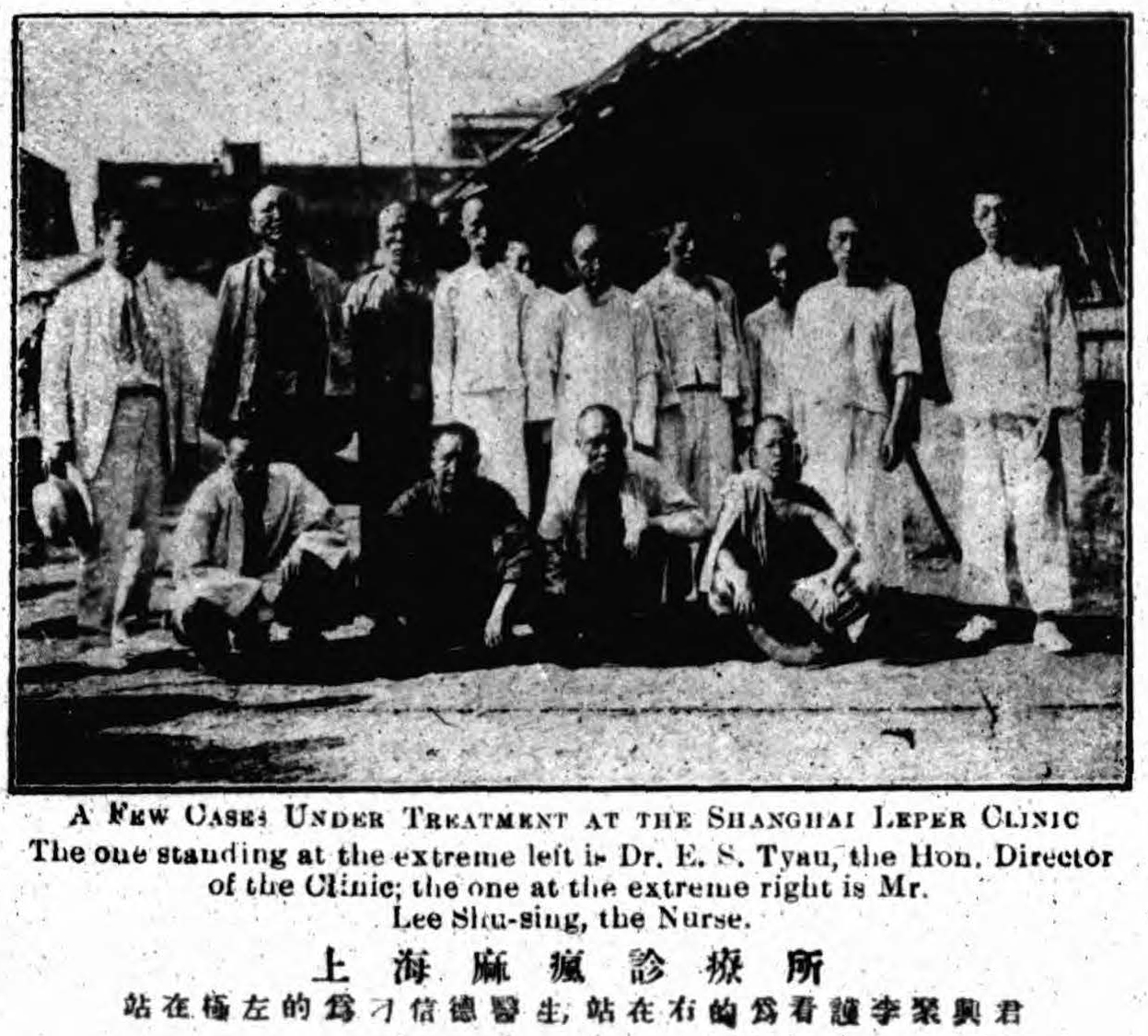
上海麻瘋診療所：站在極左的為刁信德醫生,站在右的為看護李聚興君
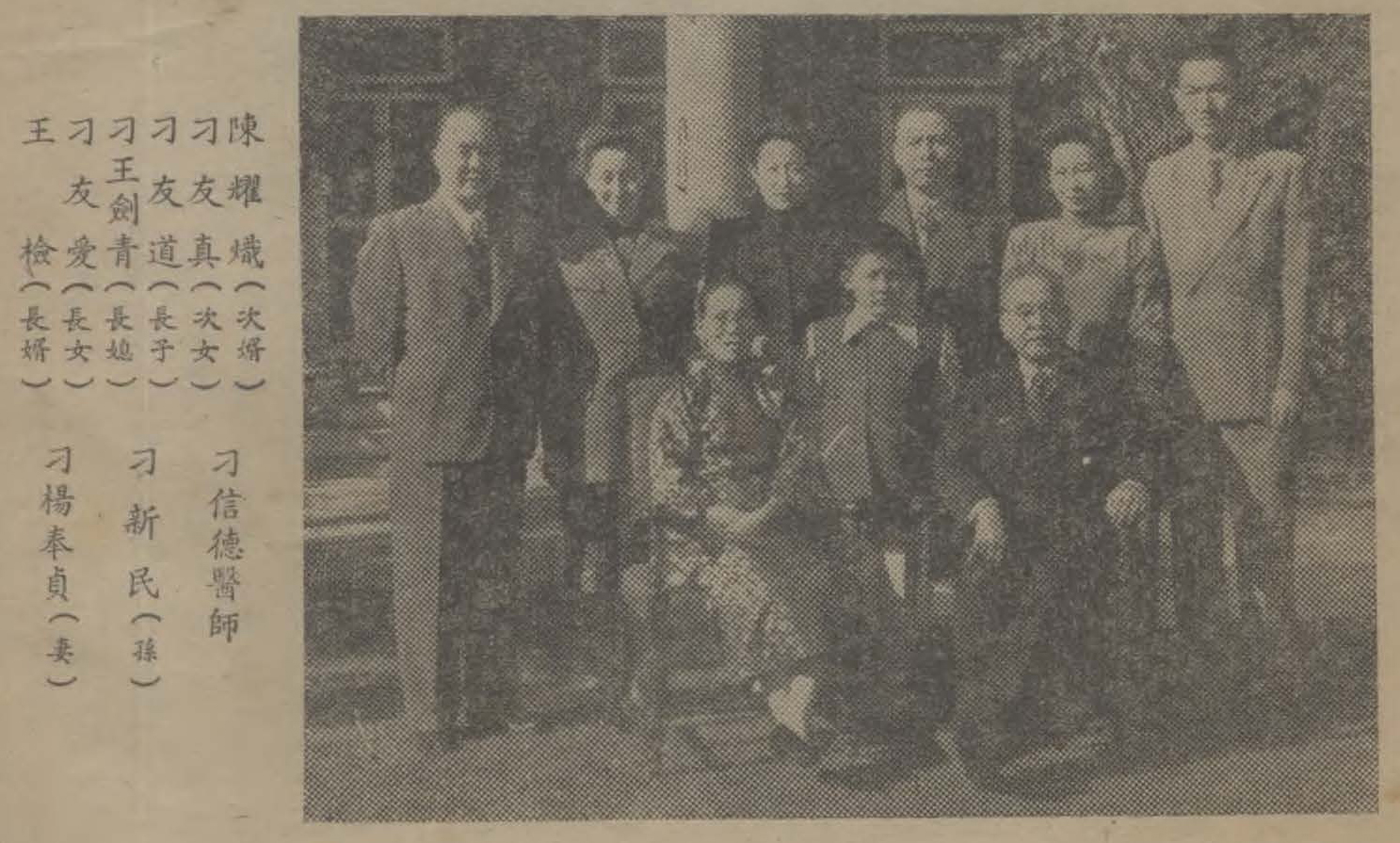
刁信德閤家
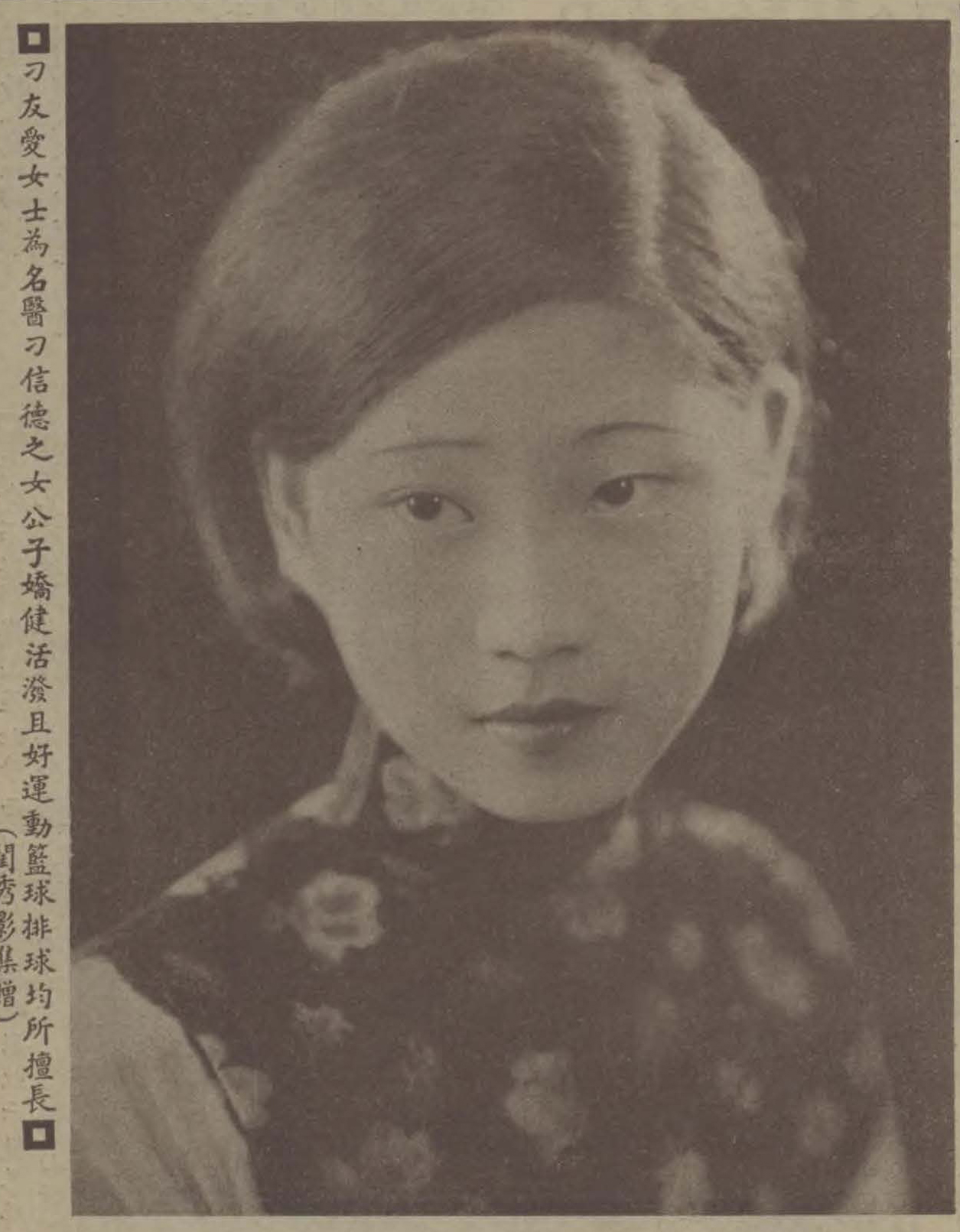
刁友愛女士為名醫刁信德之女公子嬌健活潑且好運動籃球排球均所擅長
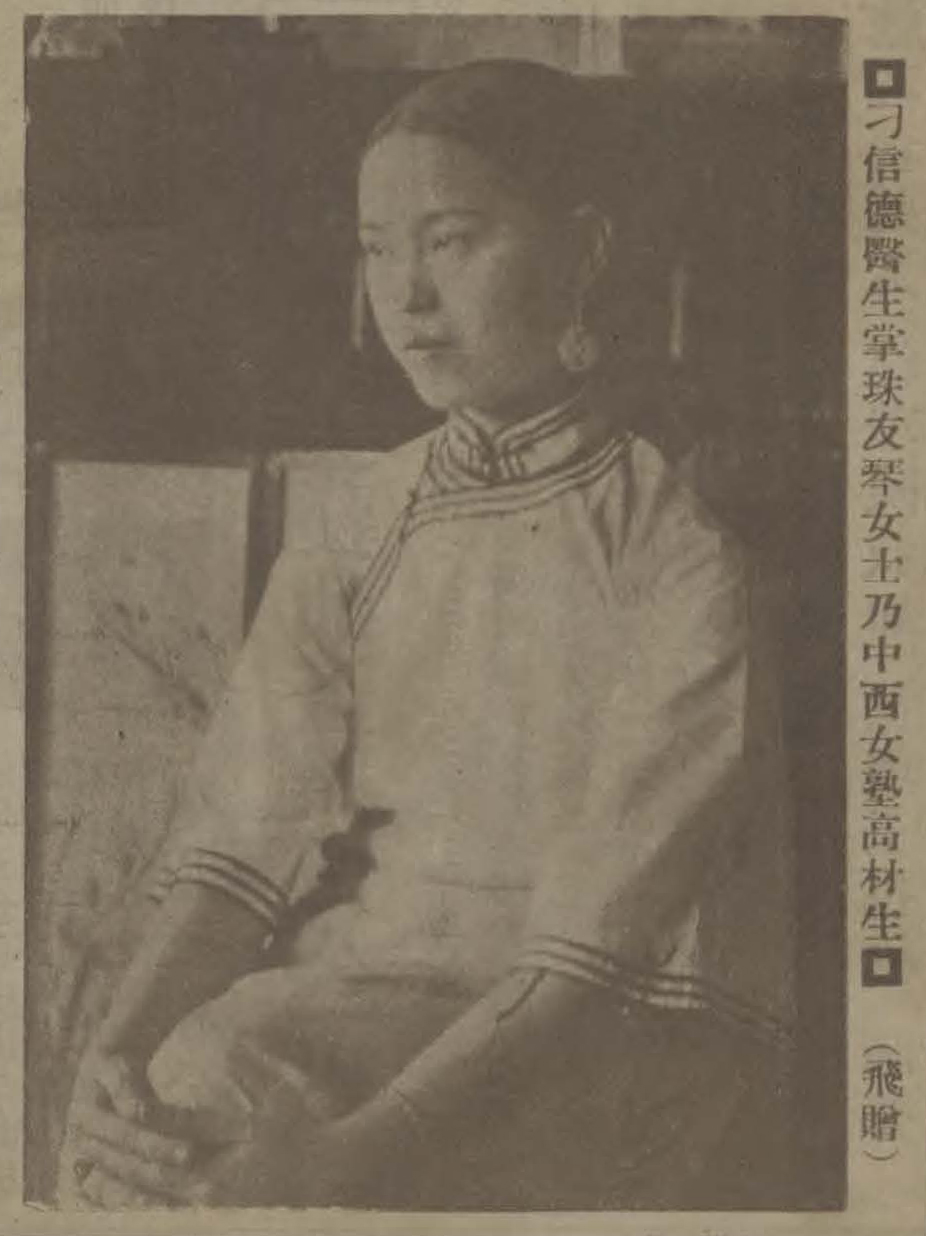
刁信德醫生掌珠友琴女士乃中西女塾高材生

## 延伸阅读
[在维基数据编辑]
 《游美同學錄·刁慶湘》，出自《游美同學錄》
 在维基共享资源阅览影像